# Faría
Pour les articles homonymes, voir Faria.
Faría est l'une des six paroisses civiles de la municipalité de Miranda dans l'État de Zulia au Venezuela. Sa capitale est Quisiro.